# Sentier du Ver-Vert
Le sentier du Ver-Vert est un chemin bordant la Loire situé à Nevers, en France.

## Présentation
Le sentier du Ver-Vert est situé au bord de la Loire. Il est jalonné de panneaux d'information permettant de connaître l'histoire du fleuve, sa faune et sa flore.

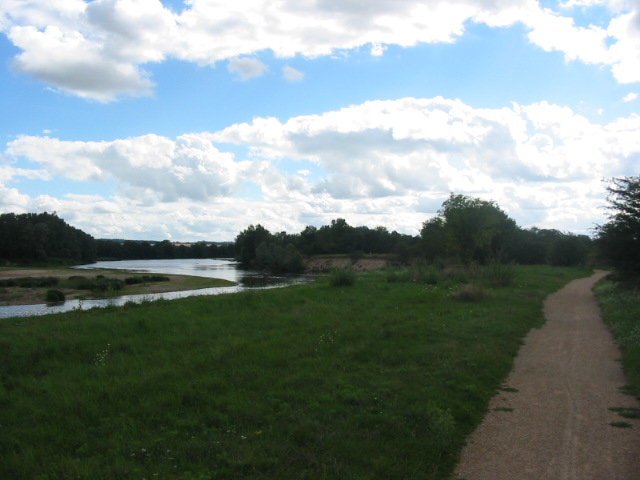